# 다네다 히토시
다네다 히토시(일본어: 種田 仁, 1971년 7월 18일 ~ )는 일본의 전 프로 야구 선수이자 야구 지도자, 야구 해설가·평론가이다.
현역 시절 안짱다리 타격폼의 게다리타법(ガニ股打法)으로 유명할 뿐만 아니라 타네타네(タネタネ), 아파치(アパッチ), 마이클(マイケル) 등의 별명을 갖고 있다.

## 인물

### 주니치 드래건스 시절
우에노미야 고등학교를 졸업하고 1989년 프로 야구 드래프트 회의에서 주니치 드래건스로부터 6순위로 지명을 받았는데 당초에는 센슈 대학에 진학하는 것을 목표로 두었지만 고심 끝에 입단했다. 하위 지명이었지만 추정 계약금은 상위 지명된 선수와 같은 수준의 4,000만엔으로 등번호는 한 자릿수의 ‘0’번으로 주어지는 등 높은 평가를 받았다.
입단 1년 차부터 1군에서 출전하여 프로 2년차인 1991년은 니무라 도루로부터 2루수의 주전 자리를 빼앗는 형태로 후반기부터 선발 멤버에 활약했다. 1992년에는 그 해에 취임한 다카기 모리미치 감독이 현역 시절에 달었던 등번호 1번이 주어졌다. 어깨에 불안을 안고 있던 유격수 다쓰나미 가즈요시와 교체하는 형태로 2루수에서 유격수로 변경되었다. 이듬해 1993년에는 데뷔 후 처음으로 전 경기에 모두 출전하는 등 맹활약을 했다.
1994년에는 부상의 영향으로 뚜렷한 성적을 내지 못한 채 41경기에 출전에만 그쳤고 주니치와 요미우리 자이언츠 간에 리그 우승을 결정 짓는 일명 ‘10월 8일 결전’에서는 출전 기회가 없었다. 다음해인 1995년에는 89경기에만 출전했다.
1996년, 유격수의 주전 자리를 도리고에 유스케에게 빼앗겨 40경기에만 출전했고 이듬해 1997년에는 한층 더 적은 8경기에만 출전했다. 그 해 시즌 종료 후에 일어난 프로 야구 탈세 사건에 연루되었지만 탈세 액수가 적었기 때문에 검찰에서 기소 유예 처분을 받아 다음해인 1998년에는 개막 이후부터 3주간의 출장 정지 처분을 받았다. 한신 타이거스로부터 이적해 온 구지 데루요시의 활약도 있어 타율은 2할 8푼이었지만 43경기에만 출전했다. 후쿠도메 고스케의 입단에 의해 등번호를 1번에서 49번으로 변경했다.
2000년에 ‘게다리 타법’(ガニ股打法)을 개발해 대타로서 11타석 연속으로 출루하는 일본 프로 야구 기록을 수립했다. 규정 타석에는 못 채웠지만 타율 3할 1푼 4리, 7홈런, 31타점을 기록해 센트럴 리그 컴백상을 수상했고 이듬해인 2001년 4월, 하루 도시오와의 맞트레이드로 야마다 히로시와 함께 요코하마 베이스타스에 이적했다.

### 요코하마 베이스타스 시절
요코하마 이적 후인 2001년에는 98경기에 출전해 타율 2할 7푼 8리를 기록, 유틸리티 플레이어로서 기용되었다. 2002년 및 2003년에는 수비에 불안이 있어 타격에서도 안정감이 부족한 우치카와 세이이치, 무라타 슈이치, 후루키 가쓰아키 등을 대신해 2루수나 3루수, 가끔 외야수로서 수많은 경기에서의 선발 멤버로 출전했다. 2004년에는 개막 초부터 대기 선수였지만 5월 무렵부터 선발 멤버로 기용돼 좋은 성적을 올리면서 규정 타석을 채우는 등 주전 선수로 뛰었다. 타율도 규정 타석을 채우면서 처음이 되는 3할 대를 기록했다.
2005년에는 개막 이후부터 2루수로서의 선발 멤버로 기용되는 등 개인 최다인 145경기에 출전했고 타율 최고 성적이 되는 3할 1푼(센트럴 리그 타격 부문 9위)의 좋은 성적을 남겼다. 그 해 시즌은 1경기에만 결장했는데 이것은 당시 심판이었던 우에모토 고이치를 항의하는 과정에서 몸을 밀치는 등의 과격한 행동으로 인해 출전 정지 처분을 받은 것이다. 이듬해 2006년에는 팔꿈치 부상의 영향으로 극심한 부진에 빠지는 등 80경기에만 출전했고 타율 2할 1푼 7리는 요코하마에 이적한 이후 최악의 성적을 기록했다.
2007년에는 요미우리로부터 이적한 니시 도시히사의 활약도 있어 선발 멤버로서의 출전이 감소되었는데 주로 대타로 출전하면서 타율 2할 5푼 8리의 성적을 남겼지만 시즌 종료 후에 방출 통보를 받았다. 본인은 현역 생활을 계속하겠다는 의사를 밝혀 사이타마 세이부 라이온스가 영입을 표명했다. 같은 해 12월, 세이부에 입단하면서 등번호는 2번으로 배정받았다.

### 사이타마 세이부 라이온스 시절
2008년에는 2군에서 78경기에 출전하는 등 기대 이상의 성적을 남기고 있었지만 선수층이 두꺼운 내야진에게 막혀 프로 생활에 있어서는 처음으로 단 한번도 1군에 출전하는 일이 없이 그대로 시즌을 마감해 10월 1일에는 세이부 구단으로부터 방출 통보를 받았다. 그 후 12개 구단의 합동으로 입단 테스트에 참가했지만 영입 의사를 나타내는 구단이 없어 결국 현역 생활을 은퇴해 12월 2일부로 자유 계약이 공시되었다.

### 그 후
2009년에는 예능 소속사와 계약을 맺으면서 텔레비전이나 라디오에 출연했고 도쿄 주니치 스포츠, TV 아이치에서 야구 해설위원과 평론가로 활동했다. 그 외에 탤런트로서도 활동해 예능 프로그램에 출연하기도 했다. 이듬해 2010년에는 KBO 리그팀인 삼성 라이온즈의 1군 타격 코치로 부임하여 1년 간 역임, 같은 해 11월에는 퍼시픽 리그 팀인 도호쿠 라쿠텐 골든이글스 2군 내야 수비 코치로 부임했다.
2011년 5월 15일에는 라쿠텐의 1군 내야 수비 코치로 보직이 변경되었고 다음 2012년 시즌에는 2군 내야 수비 주루 코치로 복귀할 예정이었지만 2012년 1월에 본인의 의사에 따라 라쿠텐을 퇴단했다.

## 상세 정보

### 출신 학교
- 우에노미야 고등학교

### 선수 경력
- 주니치 드래건스(1990년 ~ 2001년)
- 요코하마 베이스타스(2001년 ~ 2007년)
- 사이타마 세이부 라이온스(2008년)

### 지도자·기타 경력
- TV 아이치·도쿄 주니치 스포츠 야구 해설위원(2009년)
- 삼성 라이온즈 1군 타격 코치(2010년)
- 도호쿠 라쿠텐 골든이글스 2군 타격 코치(2011년 ~ 2011년 5월 14일)
- 도호쿠 라쿠텐 골든이글스 1군 타격 코치(2011년 5월 15일 ~ 2011년 시즌 종료)

### 수상·타이틀 경력
- 주니어 올스타 게임 MVP(1991년)
- 컴백상(2000년)
- 센트럴 리그 회장 특별 수상(2000년)[1]

### 개인 기록

#### 첫 기록
- 첫 출장·첫 선발 출장 : 1990년 8월 20일, 대 요코하마 다이요 웨일스 21차전(나고야 구장)
- 첫 안타 : 1991년 4월 6일, 대 요미우리 자이언츠 1차전(도쿄 돔)
- 첫 타점 : 1991년 4월 18일, 대 야쿠르트 스왈로스 3차전(메이지 진구 야구장)
- 첫 도루 : 1991년 5월 17일, 대 한신 타이거스 7차전(한신 고시엔 구장)
- 첫 홈런 : 1991년 6월 16일, 대 한신 타이거스 15차전(한신 고시엔 구장)

#### 기록 달성 경력
- 통산 1000경기 출장 : 2003년 8월 19일, 대 요미우리 자이언츠 24차전(도쿄 돔) ※역대 388번째.
- 통산 1000안타 : 2005년 8월 30일, 대 히로시마 도요 카프 14차전(히라쓰카 구장) ※역대 237번째.

#### 기타
- 올스타전 출장 : 3회(1993년, 2004년, 2005년)

### 등번호
- 0(1990년 ~ 1991년)
- 1(1992년 ~ 1997년)
- 49(1998년 ~ 2001년 시즌 도중)
- 12(2001년 시즌 도중 ~ 2003년)
- 3(2004년 ~ 2007년)
- 2(2008년)
- 81(2010년)

### 연도별 타격 성적
| 연 도       | 소 속       | 경 기 | 타 석 | 타 수 | 득 점 | 안 타 | 2 루 타 | 3 루 타 | 홈 런 | 루 타 | 타 점 | 도 루 | 도 루 자 | 희 생 번 | 희 생 플 | 볼 넷 | 고 4 | 사 구 | 삼 진 | 병 살 타 | 타 율 | 출 루 율 | 장 타 율 | O P S |
| ----------- | ----------- | ----- | ----- | ----- | ----- | ----- | ------- | ------- | ----- | ----- | ----- | ----- | -------- | -------- | -------- | ----- | ---- | ----- | ----- | -------- | ----- | -------- | -------- | ----- |
| 1990년      | 주니치      | 8     | 6     | 3     | 0     | 0     | 0       | 0       | 0     | 0     | 0     | 0     | 0        | 2        | 0        | 1     | 0    | 0     | 1     | 0        | .000  | .250     | .000     | .250  |
| 1991년      | 주니치      | 107   | 368   | 298   | 44    | 81    | 12      | 3       | 5     | 114   | 15    | 13    | 5        | 33       | 2        | 31    | 0    | 4     | 42    | 7        | .272  | .346     | .383     | .729  |
| 1992년      | 주니치      | 102   | 357   | 317   | 42    | 78    | 11      | 4       | 3     | 106   | 27    | 7     | 2        | 22       | 1        | 17    | 1    | 0     | 35    | 0        | .246  | .284     | .334     | .618  |
| 1993년      | 주니치      | 132   | 578   | 512   | 65    | 130   | 13      | 4       | 10    | 181   | 40    | 10    | 6        | 29       | 2        | 30    | 1    | 5     | 85    | 8        | .254  | .301     | .354     | .654  |
| 1994년      | 주니치      | 41    | 139   | 120   | 14    | 19    | 5       | 1       | 3     | 35    | 10    | 6     | 0        | 7        | 1        | 11    | 0    | 0     | 27    | 7        | .158  | .227     | .292     | .519  |
| 1995년      | 주니치      | 89    | 275   | 244   | 25    | 55    | 10      | 0       | 8     | 89    | 22    | 8     | 3        | 9        | 1        | 20    | 0    | 1     | 48    | 3        | .225  | .286     | .365     | .650  |
| 1996년      | 주니치      | 40    | 122   | 107   | 6     | 19    | 1       | 0       | 1     | 23    | 6     | 2     | 3        | 6        | 1        | 7     | 0    | 1     | 17    | 1        | .178  | .233     | .215     | .448  |
| 1997년      | 주니치      | 8     | 19    | 13    | 1     | 1     | 1       | 0       | 0     | 2     | 0     | 0     | 0        | 5        | 0        | 1     | 0    | 0     | 2     | 0        | .077  | .143     | .154     | .297  |
| 1998년      | 주니치      | 43    | 113   | 100   | 10    | 28    | 4       | 1       | 3     | 43    | 8     | 2     | 1        | 4        | 1        | 8     | 1    | 0     | 11    | 4        | .280  | .330     | .430     | .760  |
| 1999년      | 주니치      | 43    | 61    | 51    | 6     | 10    | 3       | 1       | 0     | 15    | 2     | 3     | 0        | 4        | 0        | 6     | 0    | 0     | 10    | 0        | .196  | .281     | .294     | .575  |
| 2000년      | 주니치      | 102   | 295   | 264   | 30    | 83    | 14      | 3       | 7     | 124   | 31    | 4     | 4        | 3        | 2        | 25    | 0    | 1     | 30    | 5        | .314  | .373     | .470     | .843  |
| 2001년      | 주니치      | 8     | 18    | 17    | 0     | 3     | 0       | 0       | 0     | 3     | 1     | 0     | 0        | 0        | 0        | 1     | 0    | 0     | 1     | 0        | .176  | .222     | .176     | .399  |
| 2001년      | 요코하마    | 98    | 278   | 237   | 30    | 66    | 12      | 2       | 4     | 94    | 42    | 1     | 3        | 12       | 4        | 22    | 2    | 3     | 15    | 9        | .278  | .342     | .397     | .739  |
| '01 소계    | 요코하마    | 106   | 296   | 254   | 30    | 69    | 12      | 2       | 4     | 97    | 43    | 1     | 3        | 12       | 4        | 23    | 2    | 3     | 16    | 9        | .272  | .335     | .382     | .716  |
| 2002년      | 요코하마    | 116   | 438   | 397   | 47    | 100   | 18      | 0       | 5     | 133   | 29    | 5     | 0        | 14       | 1        | 22    | 0    | 4     | 84    | 6        | .252  | .297     | .335     | .632  |
| 2003년      | 요코하마    | 92    | 281   | 261   | 24    | 75    | 13      | 0       | 3     | 97    | 21    | 3     | 4        | 4        | 0        | 10    | 1    | 6     | 34    | 8        | .287  | .329     | .372     | .700  |
| 2004년      | 요코하마    | 120   | 470   | 410   | 52    | 123   | 27      | 3       | 8     | 180   | 52    | 2     | 6        | 15       | 5        | 38    | 1    | 2     | 50    | 11       | .300  | .358     | .439     | .797  |
| 2005년      | 요코하마    | 145   | 606   | 529   | 66    | 164   | 24      | 1       | 9     | 217   | 61    | 7     | 3        | 10       | 2        | 60    | 3    | 5     | 62    | 16       | .310  | .384     | .410     | .794  |
| 2006년      | 요코하마    | 80    | 268   | 230   | 33    | 50    | 9       | 0       | 1     | 62    | 17    | 3     | 1        | 8        | 1        | 25    | 1    | 4     | 25    | 5        | .217  | .304     | .270     | .573  |
| 2007년      | 요코하마    | 60    | 76    | 66    | 6     | 17    | 6       | 1       | 1     | 28    | 17    | 0     | 0        | 3        | 0        | 6     | 1    | 1     | 7     | 1        | .258  | .329     | .424     | .753  |
| 통산 : 18년 | 통산 : 18년 | 1434  | 4768  | 4176  | 501   | 1102  | 183     | 24      | 71    | 1546  | 401   | 76    | 41       | 190      | 24       | 341   | 12   | 37    | 586   | 91       | .264  | .323     | .370     | .693  |

- 2008년은 1군 출장 없음.